# Sergei Michailowitsch Nikolski

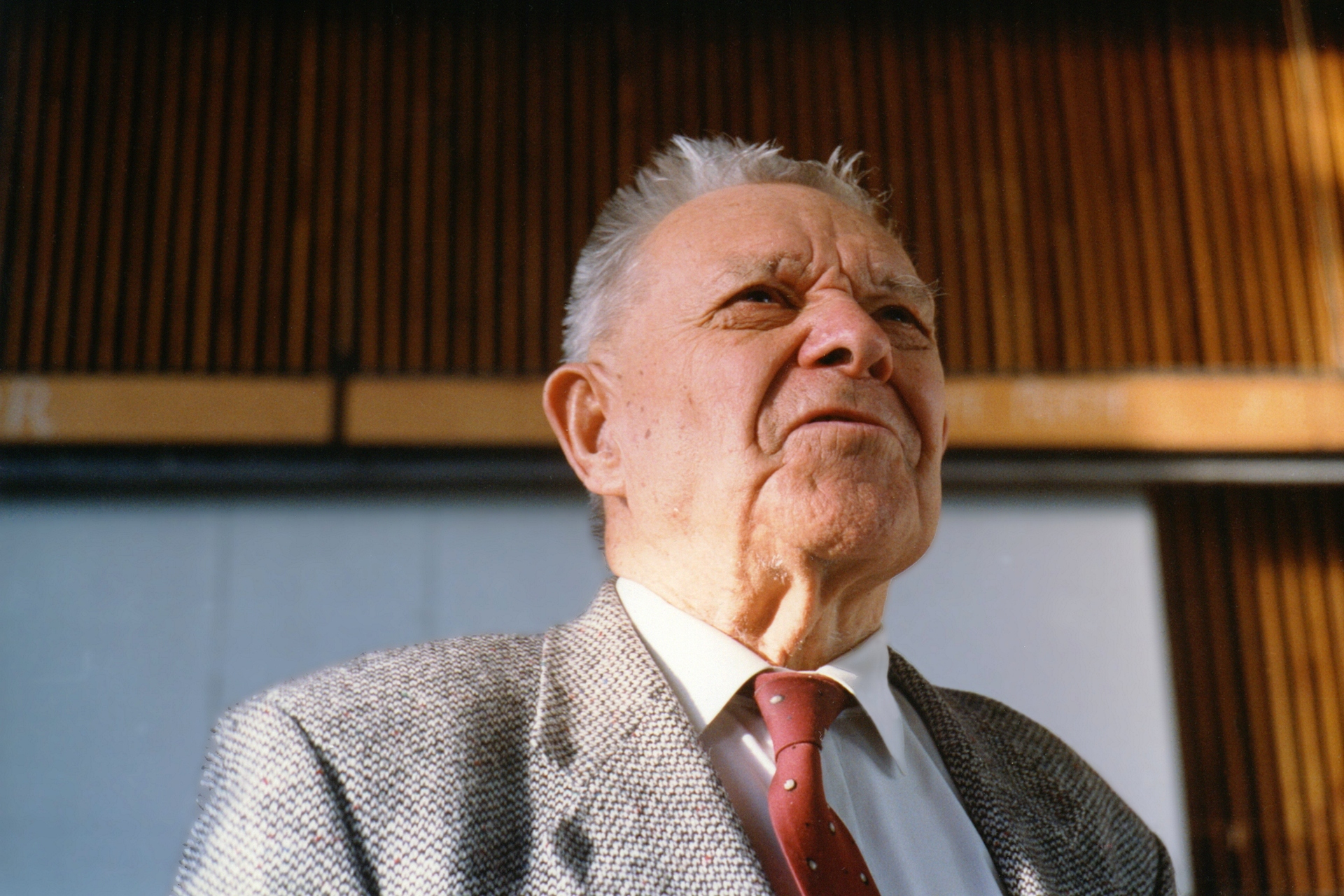
Sergei Nikolski 1997

Sergei Michailowitsch Nikolski (russisch Сергей Михайлович Никольский, englische Transkription Sergey Mikhailovich Nikolsky oder Nikolskii; * 17. Apriljul. / 30. April 1905greg. in Sawod Taliza, Gouvernement Perm, heute Oblast Swerdlowsk; † 9. November 2012 in Moskau) war ein russischer Mathematiker.

## Leben
Nikolski wollte zunächst Ingenieur werden und besuchte bis 1929 das Institut für Volksbildung in Jekaterinoslaw (heute Universität Dnepropetrowsk). Danach studierte er an der Lomonossow-Universität als Schüler von Andrei Kolmogorow. In den 1930er Jahren arbeitete er an der Universität Dnepropetrowsk und habilitierte sich am Steklow-Institut für Mathematik, an dem er danach tätig war. Seit 1948 lehrt er außerdem am Moskauer Institut für Physik und Technologie (MIPT), wo er noch 2005 Vorträge hielt.
Nikolski beschäftigte sich unter anderem mit Funktionalanalysis und Approximationstheorie. 1951 führte er die Nikolski-Räume ein, ausführlich behandelt in seinem Buch Approximation of functions of several variables and Imbedding Theorems. Sein Schüler Oleg Bessow führte darauf aufbauend 1961 die Besov-Räume ein. Nikolski schrieb ein in Russland verbreitetes Analysis-Lehrbuch (1. Auflage 1973).
1972 wurde er Mitglied der Sowjetischen Akademie der Wissenschaften. Er war auswärtiges Mitglied der Polnischen Akademie der Wissenschaften (1980) und der Ungarischen Akademie der Wissenschaften (1976). 1954 hielt er einen Plenarvortrag auf dem Internationalen Mathematikerkongress in Amsterdam (Einige Fragen der Approximation von Funktionen durch Polynome), 1962 war er Invited Speaker auf dem Internationalen Mathematikerkongress (ICM) in Stockholm (On boundary properties of differentiable functions of several variables). 2000 wurde er mit dem Kolmogorow-Preis der Russischen Akademie der Wissenschaften ausgezeichnet.
Er sollte nicht mit Nikolai Kapitonowitsch Nikolski verwechselt werden, der sich ebenfalls mit Analysis befasst.

## Schriften
- Approximation of functions of several variables and imbedding theorems, Springer Verlag 1975 (russisches Original Nauka, Moskau 1969)
- Operators, functions and systems. An easy reading. Band 1: Hardy, Hankel and Toeplitz, American Mathematical Society 2002
- mit Valentin Petrovich Il´in, Oleg Besov Integral representation of functions and embedding theorems, 2 Bände, Wiley 1978, 1979
- Herausgeber: Theory and applications of differentiable functions of several variables, American Mathematical Society 1967
- Quadrature formulae, Delhi, Hindustan Publ. Corp. 1964
- Kurs in Mathematischer Analysis (russisch), 2 Bände, Nauka 1975
- mit Ya. S. Bugrov: Differential equations, multiple integrals, series, theory of functions of a complex variable, Mir Publ., Moskau 1983